# Pręgierz

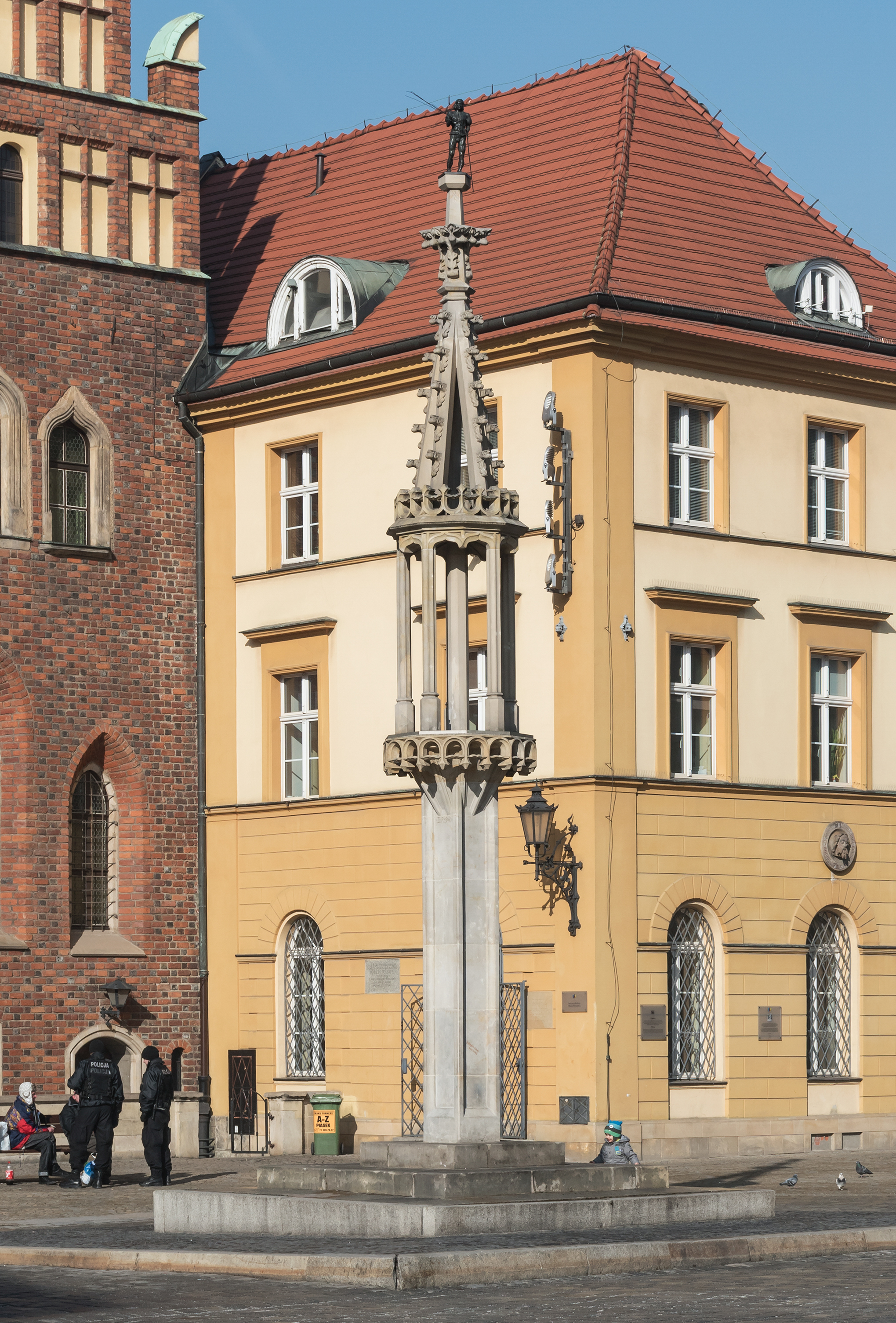
Pręgierz na rynku we Wrocławiu

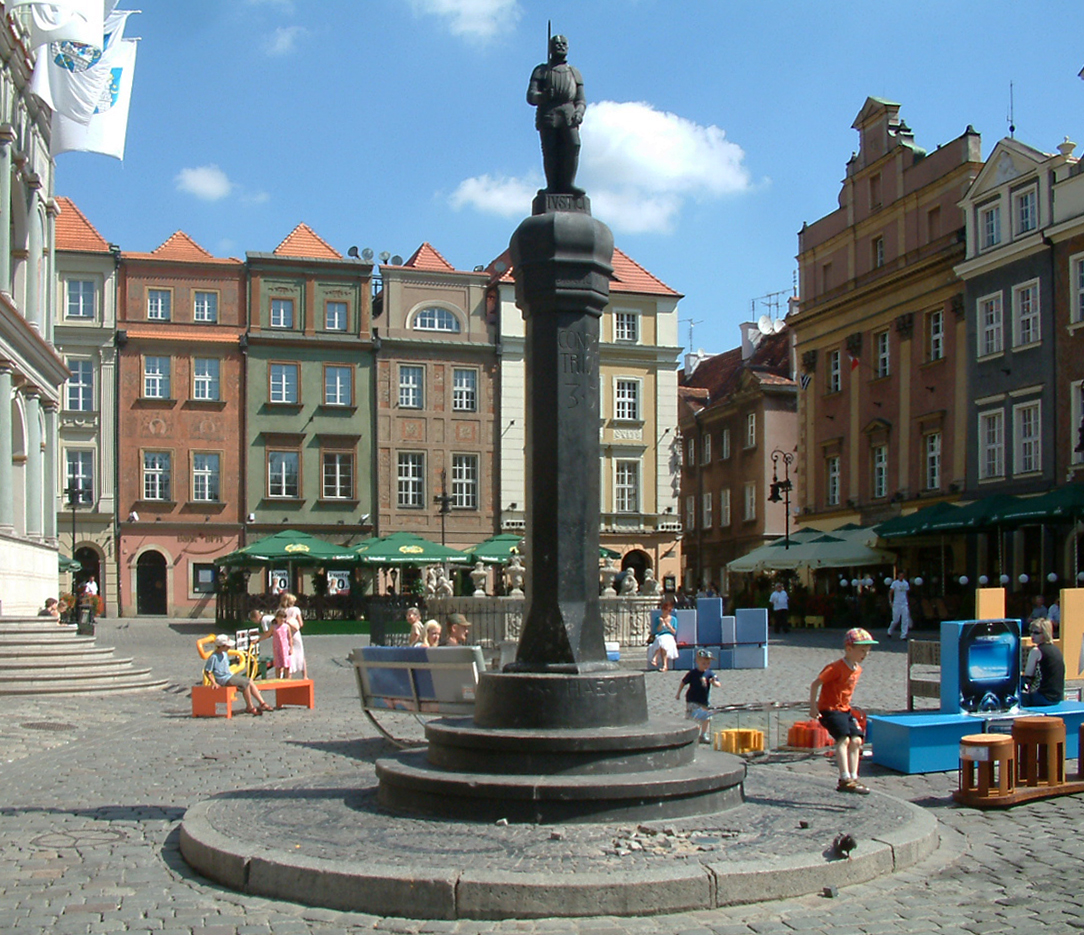
Pręgierz na Starym Rynku w Poznaniu

Pręgierz (niem. Pranger) – słup stojący przeważnie przed ratuszem dawnych miast, służący do wymierzania kar.
Do pręgierza wiązano oszustów dla pokazania ich ludowi, i winowajców, skazanych na hańbę publiczną, chłostę lub wyświecenie, czyli wygnanie z miasta (nazwa wzięła się stąd, że pachołkowie miejscy wyprowadzali skazanego za bramy ze światłem). W mniejszych miastach były pręgierze drewniane, w większych kamienne; czasem na szczycie zdobione postacią rycerza z podniesionym mieczem, np. pręgierz w Poznaniu. Bywały również zdobione maszkaronami (np. w Szydłowcu).
Jednak wielkość miasta nie zawsze miała znaczenie dla materiału użytego do wykonania pręgierza. Za przykład mogą posłużyć dwa miasta: Lwówek Śląski i jeszcze mniejszy Lubomierz na Dolnym Śląsku (do dziś zachował się kamienny pręgierz z pierwszej połowy XVI wieku, znajdujący się obok ratusza miejskiego), a nawet niewielki zamek na górze Chojnik koło Jeleniej Góry (kamienny pręgierz stoi tam do dziś na dziedzińcu obok sali sądowej). Drewniane pręgierze dominowały w okresie średniowiecza, natomiast od czasów nowożytnych wiele z nich zamieniano na kamienne. Drewniane popularne były długo na wsiach, w niektórych majątkach szlacheckich.
Przy każdym pręgierzu znajdowała się żelazna kuna, do przymykania przestępcy na czas kary.